# Ingold II di Svezia
Ingold II Halstensson (XI secolo – 1125) fu re di Svezia dal 1118 al 1125.

## Biografia

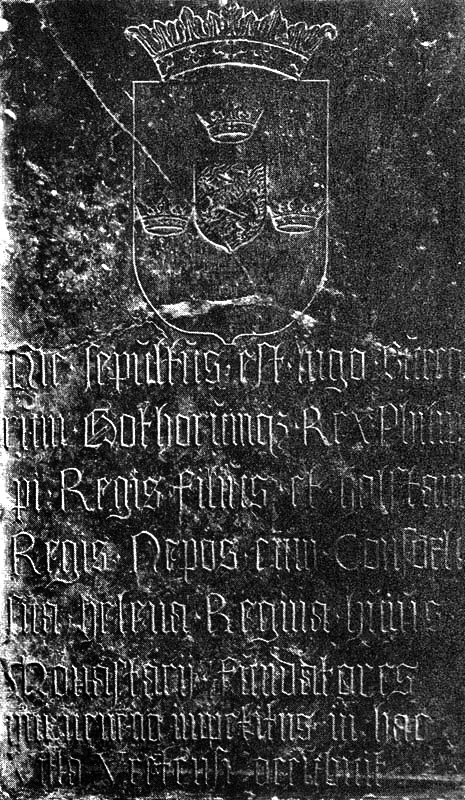
Presunta tomba di Ingold II (in realtà cenotafio creato nel 1580) Abbazia di Vreta

Figlio di Halsten Stenkilsson, diventò unico re di Svezia solo dopo la morte del fratello co-reggente Filippo I di Svezia. Durante il suo regno lo Jämtland fece parte del regno di Norvegia.
 Un certo re chiamato Kol fece del Östergötland un regno indipendente.

Nel suo cenotafio (rappresentato a lato) si hanno informazioni riguardo ad una presunta moglie chiamata Elena, una principessa svedese che regnò in Danimarca a partire dal 1156. In realtà tale informazione è infondata, dato che la consorte documentata di Ingold si chiamava Ulvhild Håkonsdotter.